# 日本残酷物語 (映画)
『日本残酷物語』（にほんざんこくものがたり）は1963年に公開された日本の記録映画。配給は新東宝興業。

## 概要
アイヌの熊まつり、麻薬、原子爆弾、美容整形手術、げてもの料理、日本のミイラ（即身仏）、ゲイバーなど日本の奇習や現代の世相、社会病理などを取り上げている。制作の柴田万三は、暴力団、ドヤ街を入れたかったが、諸般の事情で難しかったと書いている。
なお、サリドマイド児の映像化に対して、警察から児童福祉法違反の嫌疑がかかり、公開直前、自主的にそのシーンをカットしたという。
平凡社から刊行された『日本残酷物語』（1959-1961年）と直接の関係はない。

## スタッフ
- 監督 - 中川信夫、小森白、高橋典
- 製作 - 柴田万三